# كأس ألمانيا 1997–98
كأس ألمانيا 1997–98 (بالألمانية: DFB-Pokal 1997/98)‏ هو الموسم 55 من كأس ألمانيا. أشرف على تنظيمه اتحاد ألمانيا لكرة القدم، وكان عدد الأندية المشاركة فيه 64، وفاز فيه بايرن ميونخ.